# Gummerus
Gummerus Kustannus Oy är ett finländskt bokförlag som ägs av holdingbolaget Gummerus Oy.
Gummerus grundades i Jyväskylä 1872 av Carl Jacob Gummerus. Sedan 1985 verkar bokförlaget i Helsingfors. Koncernen Gummerus hade 2016 en omsättning på 11,8 miljoner euro. Vd är sedan 2013 Anna Baijars.